# Ceratitis capitata
La mosca mediterranea della frutta o, impropriamente, mosca della frutta (Ceratitis capitata Wiedemann, 1824), è un insetto fitofago dell'ordine dei Ditteri Brachiceri (Sezione Cyclorrhapha Schizophora, sottosezione Acalyptratae, famiglia Tephritidae). La sua larva si sviluppa come carpofago e polifago all'interno della polpa di molti frutti. È una delle avversità economicamente più rilevanti a carico della frutta estiva prodotta in ambiente mediterraneo.

## Distribuzione e importanza
L'origine della specie è incerta. La letteratura cita come possibili areali di origine l'Africa subsahariana o l'Africa occidentale, da cui nell'arco di un secolo si è insediata nel bacino del Mediterraneo in vaste aree del sud e centro Europa. La distribuzione della specie è ampiamente dipendente dalle condizioni climatiche, con potenziali rischi legati all'incremento dell'areale di distribuzione a causa dei cambiamenti climatici. Attualmente è una specie cosmopolita, presente tutto l'anno nelle regioni tropicali e subtropicali di tutti i continenti: Nordamerica, Sudamerica, Asia, Oceania. Nelle zone temperate la sua presenza è stagionale. La specie è stata eradicata in Nuova Zelanda e nelle Hawaii. È inoltre presente negli Stati Uniti meridionali (California, Texas, Florida) e in Messico. L'eradicazione nel Nordamerica, avvenuta negli anni ottanta, è stata temporanea in quanto è documentata la sua ricomparsa in più riprese in California.
È ritenuta una delle specie più temibili per la frutticoltura a causa del suo notevole potenziale biologico, della sua estrema polifagia (oltre 250 specie agrarie attaccate), della difficoltà di controllo e dell'entità dei danni (gli attacchi possono interessare anche il 100% della produzione). In Italia è particolarmente dannosa su alcune drupacee (pesco e albicocco), sul fico, sul fico d'India e sul caco. In annate di gravi infestazioni gli attacchi si riversano anche sulle pomacee (melo, pero, nespolo del Giappone), sulla fragola, sul kiwi. Sugli agrumi gli attacchi si sono in genere rivelati di minore gravità rispetto ad altri fruttiferi, grazie all'azione inibente esercitata dall'olio essenziale contenuto nel flavedo, ma negli ultimi anni i danni si manifestano di maggiore entità, probabilmente per una maggiore diffusione di tipi genetici ad ovopositore più lungo, in grado di deporre le uova più in profondità. In ogni modo gli agrumi sono gli ospiti fondamentali per le generazioni tardive nei Paesi del bacino del Mediterraneo.
L'importanza economica di questo insetto è rilevante al punto che in certi Paesi è oggetto di regolamenti fitosanitari che impongono barriere commerciali alla frutta d'importazione per evitare l'introduzione di focolai d'infestazione.

## Morfologia

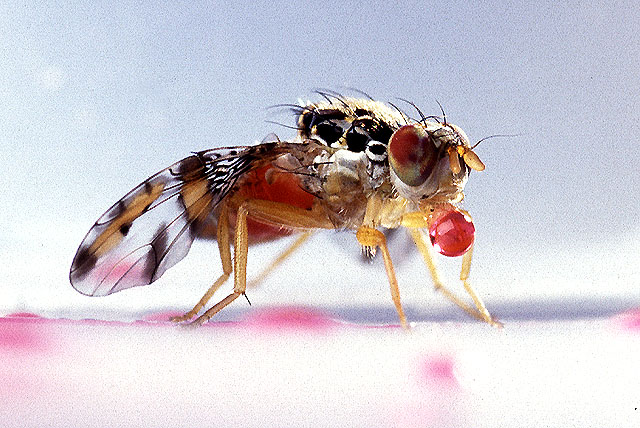
Una suggestiva immagine dell'adulto

L'adulto è lungo 4-6 mm, con il corpo a tonalità grigie e giallastre. Ha un capo giallastro con occhi rossi e iridescenti nell'insetto vivo; la fronte del maschio presenta due lunghe setole ingrossate all'apice (capitate) a forma di spatole. Da queste spatolette derivano sia il nome generico che quello specifico (dal greco kera, corno, e dal latino capitatus, a testa grossa); esse hanno forse un ruolo nella comunicazione sonora e visiva. Il torace è nero con macchie bianche che formano un disegno caratteristico. L'addome è arrotondato o affusolato all'estremità secondo il sesso, di colore giallo-rossastro con due bande grigie nel III e V urite. Le ali mostrano una caratteristica pigmentazione zonale, con una stria longitudinale bruno-aranciata lungo il margine costale e altre due trasversali, più brevi, sempre di colore bruno-aranciato.
L'uovo è allungato e leggermente ricurvo (mm 1,0x0,2 circa) di colore bianco lucente, con area micropilare sporgente. La femmina depone in genere più uova all'interno della cavità praticata dall'ovopositore.
La larva è apode, allungata, subconica, ristretta verso il capo, di colore bianco-giallastro. Le larve neonate sono lunghe meno di un millimetro e sono percettibili con difficoltà ad occhio nudo. La larva matura è lunga 7-9 mm. Si distingue da quella della mosca delle olive per il diverso profilo delle mandibole e degli scleriti dell'apparato cefalo-faringeo.
La pupa, derivata dalla muta della larva matura è protetta all'interno del pupario, una capsula ellittica formata da una trasformazione dell'esuvia dell'ultima muta larvale, di colore rossastro. Il pupario è lungo 4-5 mm. In alcuni ceppi i pupari da cui sfarfalleranno le femmine sono di colore bianco, quelli da cui sfarfalleranno i maschi sono invece bruno-rossastri.

## Biologia

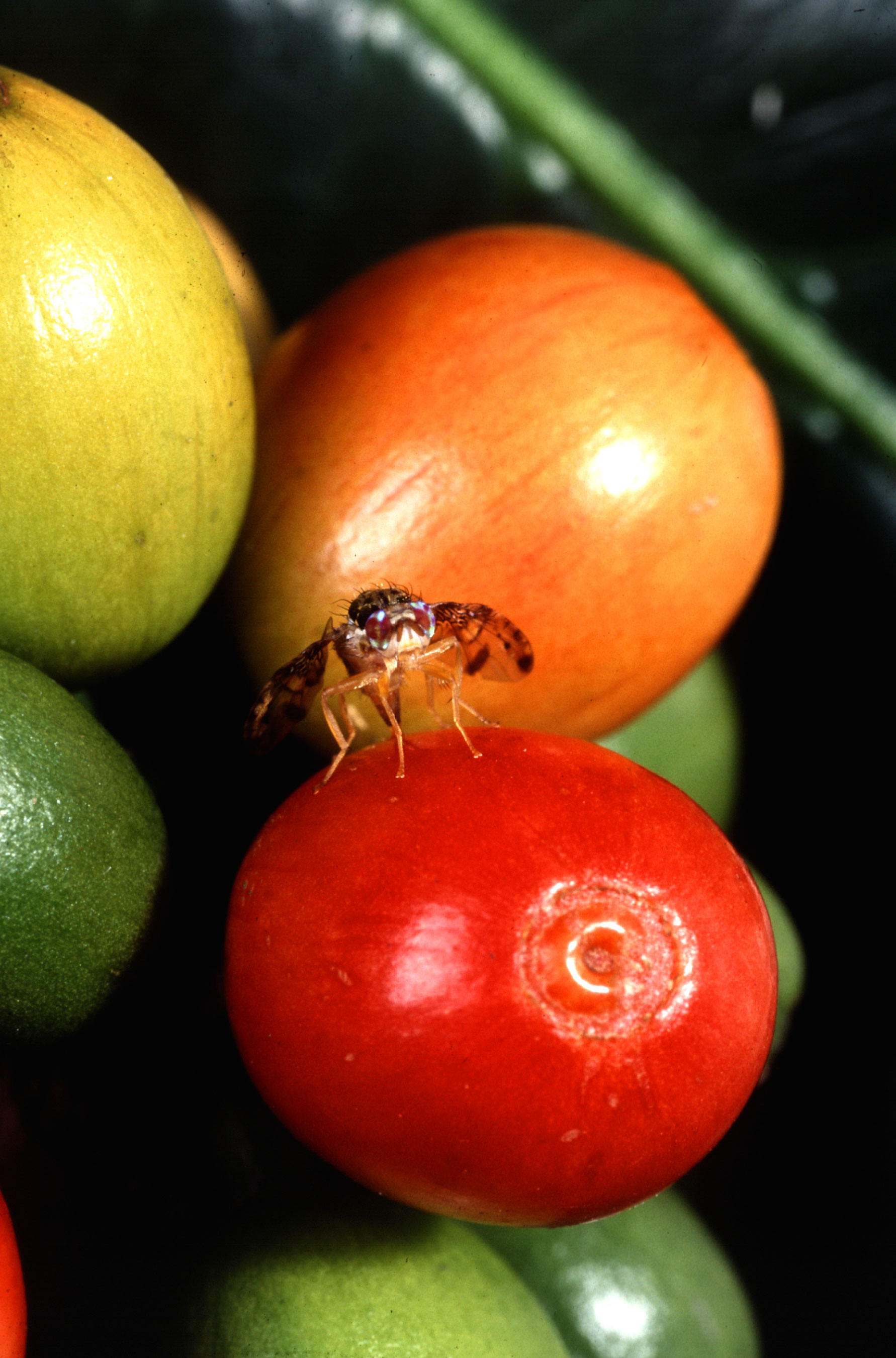
Femmina di Ceratitis all'atto dell'ovideposizione

La femmina depone le uova preferibilmente su frutti ad alto tenore in zuccheri, a basso grado di acidità e con polpa tenera. Esiste perciò una scala di preferenza che orienta le infestazioni con il procedere della stagione. Ad esempio, nell'Italia meridionale, in piena estate, gli attacchi s'indirizzano preferibilmente sul pesco, sull'albicocco, sul fico e sulle varietà precoci di pero, mentre in genere è evitato il susino. Nella tarda estate gli attacchi si estendono anche ad altre varietà di pero, al melo, talvolta al susino e all'uva, ma soprattutto al fico d'India e alle varietà precoci di kaki. In autunno gli attacchi proseguono sul fico d'India e sul kaki per passare infine agli agrumi, in particolare il clementine e gli aranci precoci del gruppo Navel (Naveline).
All'atto dell'ovideposizione, la femmina incurva l'addome, estroflette l'ovopositore e penetra l'epicarpo del frutto, lasciando più uova nella cavità. In genere vengono deposte 4-6 uova per puntura, fino ad un massimo di una decina. Una femmina può praticare anche diverse punture sullo stesso frutto, perciò si possono deporre anche diverse decine di uova in un solo frutto. Nel corso della sua vita una femmina può deporre da poche centinaia fino ad un migliaio di uova, pertanto può attaccare centinaia di frutti.
Le larve si sviluppano all'interno della polpa provocandone il disfacimento. A maturità fuoriescono dal frutto, si lasciano cadere e s'impupano nel terreno. Contrariamente alla mosca dell'olivo, lo stadio di pupa si svolge sempre fuori dal frutto attaccato.
La durata del ciclo di sviluppo, dalla deposizione dell'uovo allo sfarfallamento dipende dalla temperatura e varia da un minimo di 2 settimane (a 29 °C in laboratorio), ad un massimo di 3 mesi (10-12 °C). In condizioni ordinarie, la durata di una generazione estiva è dell'ordine di 20-30 giorni. Sotto i 9 °C l'attività biologica si arresta completamente.
Nelle regioni a inverno mite la specie sverna soprattutto allo stadio di pupa nel terreno, ad alcuni centimetri di profondità. Nelle zone agrumicole sverna anche come adulto o come larva negli agrumi. Temperature inferiori ai 2 °C per una settimana provocano la morte delle pupe. Nelle regioni tropicali le generazioni si susseguono ininterrottamente per tutto l'anno.

## Dinamica di popolazione
La dinamica di popolazione è apparentemente complessa in quanto varia secondo la regione geografica e secondo le annate. In realtà la dinamica è determinata da tre condizioni: il decorso termico stagionale, con particolare riferimento alla stagione fredda, la disponibilità alimentare, il potenziale riproduttivo della specie. Dal momento che il potenziale biologico aumenta di generazione in generazione, la pericolosità della specie dipende dal numero di generazioni che si ripetono nell'arco dell'anno e dalla rapidità con cui si sviluppa la prima generazione. Per questo motivo la pericolosità della specie è strettamente legata alla latitudine:
- Nelle regioni tropicali e subtropicali la specie è attiva tutto l'anno e ha quindi una pericolosità elevata soprattutto in relazione alla disponibilità alimentare.
- Nelle regioni temperato-calde (ad esempio nell'Italia meridionale), l'attività biologica subisce un rallentamento, ma la specie sverna facilmente usando come ospiti gli agrumi. In genere la specie compie 6-7 generazioni l'anno.
- Nelle regioni temperate (ad esempio nell'Italia settentrionale e centrale) la presenza della specie è solo stagionale in quanto riesce a svernare solo in condizioni microclimatiche particolari. I focolai d'infestazione sono costituiti dalla frutta importata dalle regioni meridionali e, in condizioni particolari, dagli adulti che sfarfallano da pupe svernanti in ambienti protetti (magazzini). In queste regioni la pericolosità è pertanto limitata alle produzioni frutticole in piena estate. A latitudini maggiori di 41° la Ceratitis svolge al massimo 3-4 generazioni e l'entità dei danni dipende soprattutto dal decorso stagionale e dall'epoca di comparsa dei primi adulti.

## Danni
Nell'Italia meridionale le infestazioni iniziano con una marcata intensità dopo la metà di giugno, con una variabilità che dipende da fattori ambientali (es. vocazione agrumicola della regione) e stagionali (inverno mite e primavera calda). In Sardegna, in genere, riescono a sfuggire agli attacchi di mosca le cultivar precoci di pesco e albicocco, mentre quelle che maturano dalla seconda metà di giugno in poi sono suscettibili di gravi danni che, in assenza di controllo, possono giungere anche al 100%. In ogni modo, secondo la regione, l'epoca di comparsa varia da aprile agli inizi di luglio.
Nei primi giorni i sintomi sono poco visibili, ma ben presto la parte del frutto circostante la puntura diventa più scura e in seguito allo sviluppo larvale la polpa imbrunisce e diventa marcescente. Ad alte temperature il deterioramento di un frutto colpito si verifica in pochi giorni. Negli agrumi si forma un alone intorno alla puntura. Sui frutti verdi si nota una leggera decolorazione in corrispondenza dell'alone, che tende poi a invaiare più precocemente delle zone non punte. In genere i danni alle arance sono solo di natura estetica perché le larve neonate muoiono prima di raggiungere la polpa. Più sensibili sono invece il mandarino e le clementine. Negli ultimi anni si sta verificando una maggiore incidenza dei danni anche all'arancio e il fatto sembra sia correlato ad una maggiore frequenza di femmine che hanno un ovopositore più lungo.

## Difesa
La difesa dei fruttiferi nei confronti della Ceratitis si è sempre rivelata problematica.

### Lotta chimica
La lotta chimica richiede l'impiego di principi attivi ad azione citotropica, in grado di penetrare nel frutto e svolgere la loro azione preventiva o curativa nei confronti delle larve neonate. Di nessuna utilità è il trattamento larvicida nei confronti delle larve che hanno già intrapreso lo sviluppo in quanto il danno si è ormai già verificato.
La lotta a calendario prevede la protezione dei frutti ripetendo il trattamento in prossimità dello scadere dell'intervallo di carenza. Questo approccio è poco efficace e di notevole impatto ambientale ed economico:
- L'ultimo trattamento deve in ogni modo rispettare l'intervallo di carenza prima della raccolta, perciò sussiste una fase, in prossimità della raccolta, in cui i frutti non sono adeguatamente protetti ed hanno un'alta suscettibilità. In piena estate pertanto le larve nate dalle ovideposizioni su frutti prossimi alla raccolta possono causare sensibili perdite di prodotto.
- L'impossibilità di individuare le infestazioni sul nascere costringe ad iniziare i trattamenti con un congruo anticipo con conseguente aumento del numero di interventi.

In definitiva la lotta a calendario comporta un sensibile aumento dei costi, un maggiore impatto sull'entomofauna utile a causa dell'impiego di insetticidi a largo spettro d'azione, un maggiore rischio sulla salute dei consumatori, aspetti negativi che non sono controbilanciati da un'adeguata efficacia.
La lotta guidata è un approccio più razionale, fermo restando che la sospensione dei trattamenti in prossimità della raccolta non garantisce l'incolumità della produzione. Per l'impossibilità di individuare l'inizio delle infestazioni, la lotta guidata si può praticare solo con il monitoraggio degli adulti, impiegando trappole cromotropiche o, meglio, trappole innescate con attrattivi chimici. Dato il notevole potenziale biologico di questa specie, la soglia d'intervento è molto bassa.
I trattamenti chimici si eseguono con i seguenti prodotti, la cui efficacia è variabile secondo il contesto (trattamento adulticida o larvicida):
- fosforganici ad azione di contatto: Malatione
- fosforganici ad azione citotropica: Diazinone, Fenitrotione, Clorpirifos, Triclorfon
- piretroidi ad azione di contatto: Deltametrina, Etofenprox, Ciflutrin.

In alternativa si può ricorrere al trattamento adulticida con l'uso delle esche proteiche avvelenate. Effettuato su grandi superfici ha sempre offerto risultati migliori dei trattamenti larvicidi. In questo caso s'interviene con irrorazioni localizzate (ad esempio a filari alternati su parte della chioma) di prodotti a base di proteine idrolizzate ed un insetticida (estere fosforico o piretroide). Gli adulti sono attirati dall'attrattivo alimentare e vengono uccisi prima della riproduzione. La lotta con le esche si rivela efficace se condotta su grandi superfici e molto precocemente, alla comparsa dei primi adulti (le soglie d'intervento vanno secondo il contesto da valori minimi da 1 a 3-4 adulti fino a massimi di 20-40 adulti per trappola a settimana in condizioni favorevoli alla proliferazione del fitofago). Il contenimento delle ovideposizioni della prima generazione permette di mantenere basso il livello delle infestazioni.

### Lotta biologica
La lotta biologica non offre molte prospettive di successo. Pur avendo diversi antagonisti naturali, il potenziale biologico di questa specie è assai alto e solo in contesti particolari gli ausiliari possono esercitare un'efficace azione di controllo. Fra questi è citato nella lettura il controllo biologico nelle isole Hawaii per diversi decenni con specie di Opius introdotte da Filippo Silvestri nel 1913.
Nel bacino del mediterraneo non esiste un vero e proprio antagonista ausiliario che possa svolgere un ruolo significativo nella lotta biologica. Contribuiscono al contenimento delle popolazioni alcuni microrganismi e alcuni predatori occasionali. Fra i parassitoidi è stata segnalata l'azione di Opius concolor (Hymenoptera Braconidae)  e di Pachyneuron vindemmiae (Hymenoptera Pteromalidae) nel Nordafrica e in Medio Oriente. La prima specie è stata peraltro impiegata in programmi di lotta biologica.

### Lotta biotecnica

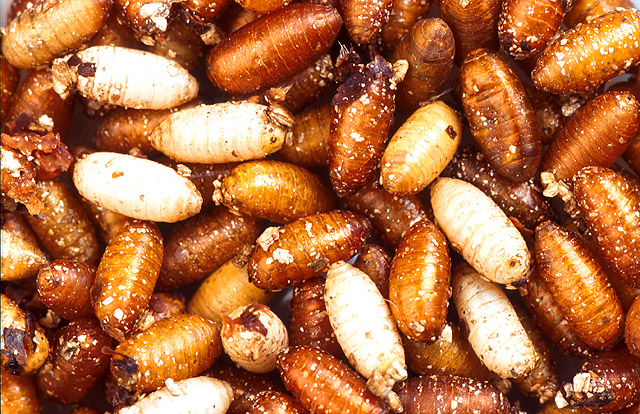
Pupari di Ceratitis, alcuni con i fori di sfarfallamento

La lotta biotecnica può essere condotta con la tecnica del maschio sterile e con il mass trapping.
La tecnica del maschio sterile o lotta autocida o SIT (Sterile Insect Technique) consiste nella liberazione di un numero elevato di maschi allevati in cattività e sterilizzati con raggi gamma, ma lasciati attivi nella loro competitività con i maschi naturali (definiti selvatici o selvaggi). Una femmina si accoppia in genere una sola volta, perciò l'elevato numero di maschi sterili riduce nel complesso la fecondità della popolazione e, quindi, il potenziale riproduttivo. Affinché la competizione sia efficace, il rapporto numerico fra maschi sterili e maschi selvatici deve essere di almeno 20. La tecnica si rivela pertanto efficace se attuata sulle prime generazioni, quando il potenziale biologico della specie è ancora basso per la ridotta densità di popolazione. Naturalmente il contenimento della popolazione nelle prime generazioni ha un effetto preventivo impedendo la pullulazione nelle generazioni successive.
La produzione di maschi sterili si attua nelle biofabbriche, impiegando un ceppo genetico particolare che permette di isolare i maschi fin dallo stadio di uovo: in questo ceppo le uova delle femmine sono più sensibili alle alte temperature e l'immersione delle uova per due giorni in acqua calda (34 °C) permette di uccidere le uova delle femmine. Le larve dei maschi sono allevate usando un substrato nutritivo e al termine dello sviluppo si raccolgono i pupari per sottoporli all'irraggiamento sterilizzante prima dello sfarfallamento. I maschi sfarfallati vengono alimentati con una dieta zuccherina e poi refrigerati per mantenerli inattivi. La liberazione si pratica con irrorazioni da mezzi aerei oppure da terra.
Questa tecnica è il metodo di lotta che ha dato i migliori risultati in assoluto, giungendo anche a casi di eradicazione della specie, temporanei (California, Florida) o definitivi (Hawaii). Programmi di lotta biotecnica con l'autocidio sono stati condotti anche in altre regioni, fra cui Spagna, Israele, Messico, Guatemala, Cile, Argentina, Nuova Zelanda, Sudafrica. Pur senza arrivare a risultati ottimali quale, ad esempio, l'eradicazione definitiva, questa tecnica permette di ridurre sensibilmente il numero di trattamenti chimici, giungendo talvolta alla realizzazione di economie di scala in quanto il costo della lotta autocida può abbassarsi sensibilmente rispetto al costo della lotta chimica. Casi eclatanti sono quelli citati dai programmi di lotta nell'Orange County in California (risparmio di circa il 30%) e nella valle del fiume Hex in Sud Africa (risparmio del 65%).
Il problema principale della lotta autocida consiste nel fatto che si può attuare solo su larga scala, a livello comprensoriale o, ancora meglio, regionale, pertanto richiede la predisposizione di piani collettivi a partecipazione pubblica e privata. L'efficacia dei programmi è inoltre subordinata all'adozione di piani di profilassi che impediscano o rallentino l'importazione della mosca.
Il mass trapping si pratica con la dislocazione di trappole, in numero di una per pianta, innescate con attrattivi chimici. Come trappole possono essere impiegate tavolette di legno imbevute di una soluzione di deltametrina oppure tavolette di plexiglas trasparenti cosparse di collante (vischio entomologico). I migliori risultati si ottengono con le tavolette di legno data la loro azione duratura mentre l'uso del vischio entomologico può diventare oneroso a causa della necessità di procedere periodicamente alla sostituzione. Altre trappole utilizzabili sono quelle prodotte dall'industria farmaceutica, già innescate con i relativi attrattivi.
In generale il mass trapping non offre gli stessi risultati del SIT e probabilmente la sua efficacia è subordinata al verificarsi di condizioni contestuali particolari. Va perciò citato come mezzo ausiliario per il contenimento delle popolazioni anche se in determinate condizioni può rivelarsi un'alternativa efficace.
L'uso delle trappole a scopo di monitoraggio è utile in particolare per la lotta chimica guidata. Come trappole si possono impiegare tavolette in plastica trasparenti o bianche cosparse di colla, innescate con attrattivi alimentari o sessuali. Sono invece sconsigliabili le trappole cromotropiche, che essendo poco selettive attirano anche insetti utili.
Gli attrattivi impiegabili per la Ceratitis sono i seguenti:
- Paraferomoni. Si tratta di principi attivi sintetici che svolgono un'azione di attrazione nei confronti dei maschi. Il più usato è il t-butil-2-metil-4-clorocicloesancarbossilato (nome commerciale Trimedlure).
- Esche proteiche. Si tratta di proteine idrolizzate che attirano gli adulti. Dal punto di vista chimico sono soluzioni miste di oligopeptidi, amminoacidi e ammoniaca. Sono disponibili diversi formulati commercializzati dall'industria farmaceutica con vari nomi commerciali (Amadene, Attrattivo Caffaro, Buminal, Esca proteica SIAPA, Nutrel, ecc.). Svolgono un'azione di attrazione alimentare.
- Sali ammoniacali. Si tratta per lo più di fosfati o carbonati di ammonio che svolgono un'azione di attrazione alimentare.

In generale, per aumentare l'efficacia, gli attrattivi alimentari vanno impiegati in combinazione tra loro (esche proteiche con sali ammoniacali) oppure con il feromone sessuale. L'efficacia degli attrattivi alimentari è condizionata negativamente dall'umidità relativa alta.

### Lotta integrata
La lotta integrata alla Ceratitis capitata è indispensabile per potenziare i vari metodi di difesa, in particolare quelli basati sulla lotta biotecnica. L'azione più efficace consiste nell'adozione di misure di profilassi tese a impedire la formazione di focolai d'infestazione da cui possono propagarsi le infestazioni. Esempi di tali misure sono i seguenti:
- Costituzione di barriere commerciali. È attuata in alcuni paesi (es. Giappone, Corea del Nord) con embarghi che impediscono l'importazione di frutta proveniente da Paesi che non applicano un efficace controllo. Negli Stati Uniti è stata adottata in passato nei confronti del clementine spagnolo dopo l'eradicazione della mosca in California.
- Costituzione di barriere fisiche nei siti d'importazione. È adottata ad esempio in Nuova Zelanda per mezzo del mass trapping nei porti allo scopo di catturare gli adulti che sfarfallano dalla frutta importata.

### La difesa nelle produzioni familiari
La Ceratitis è una specie di difficilissimo controllo nelle piccole produzioni familiari, limitate per lo più a poche piante,  spesso di più specie, allevate nell'orto o nel giardino casalingo. In queste condizioni operative è in genere improponibile l'adozione della lotta chimica, anche perché con la produzione in proprio di frutta e ortaggi si mira ad un elevato standard qualitativo con l'assenza di residui chimici. L'uso delle trappole dà scarsi risultati in quanto il mass trapping si rivela efficace se applicato su grandi superfici: su piccoli superfici, infatti, gli attrattivi chimici presentano l'inconveniente di attirare gli adulti dai dintorni incrementando quindi la popolazione nel proprio giardino. L'uso di trappole cromotropiche, che hanno un raggio d'azione più breve, è altrettanto sconsigliabile perché sono attive anche contro l'entomofauna utile e alla lunga potrebbero ridurre la capacità intrinseca del giardino di difendersi biologicamente contro le avversità.
Un metodo di difesa rudimentale consiste nel proteggere i singoli frutti o intere branchette fruttifere con sacchi di carta o, meglio, con sacchetti in rete antinsetto. Le protezioni vanno predisposte il più precocemente possibile o almeno prima dell'invaiatura. Queste barriere impediscono l'ovideposizione e si rivelano il metodo più efficace in assoluto. D'altra parte è un metodo proibitivo, spesso ostacolato dalla morfologia della pianta, e richiede una notevole pazienza che può essere ripagata solo dalla soddisfazione di poter assaporare i frutti del proprio orto integri e del tutto salubri, senza il ricorso agli insetticidi. Questo metodo è attuato sporadicamente anche da piccoli produttori di agricoltura biologica con alti costi di produzione che possono essere ripagati solo dall'apprezzamento commerciale del prodotto.
Metodi più semplici consistono nella prevenzione agronomica, ricorrendo a specie frutticole che in genere sfuggono agli attacchi della mosca della frutta. Per le produzioni familiari pertanto è consigliabile ad esempio impiantare cultivar precoci di pesco e albicocco, che in genere sfuggono agli attacchi della seconda generazione, riservando la produzione estiva alla frutta meno vulnerabile come ad esempio le susine o l'uva da tavola, che in genere sono meno apprezzate dalla Ceratitis.

## Impieghi utili

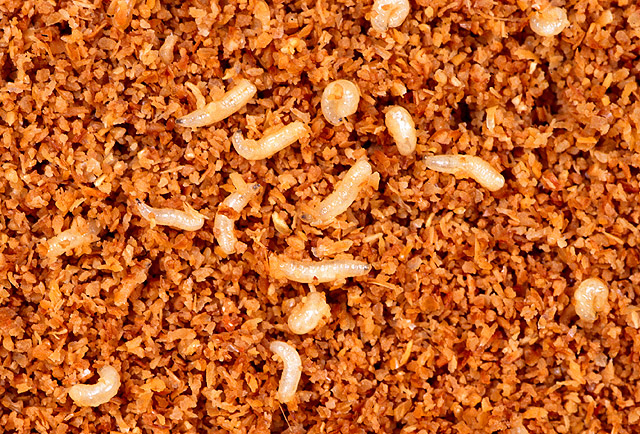
Larve di Ceratitis allevate su un substrato alimentare a base di mais

A fronte dei danni economici causati da questa specie, si oppone un caso, di limitata rilevanza, in cui la mosca della frutta si rivela un organismo utile. La Ceratitis capitata è utilizzata infatti come ospite di sostituzione per l'allevamento dell'Opius concolor, che parassitizza le larve di III età della Mosca delle olive e, secondariamente, quelle di altri Tefritidi. La produzione dell'Opius sulle larve di B. oleae sarebbe tecnicamente impossibile data la monofagia obbligata della mosca delle olive. Le larve di Ceratitis si possono invece allevare facilmente su substrati composti da crusca di frumento, zucchero e integratori probiotici (lievito) e utilizzare come ospiti obbligati per la moltiplicazione del parassitoide.